# Wielki Garc
Wielki Garc [ˈvjɛlkʲi ˈɡarts] (deutsch Groß Gartz, 1942–1945 Großgartz) ist ein Dorf der Stadt-und-Land-Gemeinde Pelplin im Powiat Tczewski (Dirschau) der Woiwodschaft Pommern, Polen. Es hat (2011) 293 Einwohner.

## Geographische Lage
Wielki Garc liegt an der Woiwodschaftsstraße Droga wojewódzka 229 (DW 229). Der Ort liegt etwa 6 km nordöstlich von Pelplin, 18 km südlich von Tczew und 48 km südlich der Regionalhauptstadt Danzig. Benachbarte Orte sind Mały Garc, Rudno, Międzyłęż, Wielkie Walichnowy, Małe Walichnowy und Gręblin.
Wielki Garc befindet sich in der ethnokulturellen Region Kociewie in der historischen Region Pommerellen. Es liegt in den sanften Hügeln an der Wisła (Weichsel).
Der Ort wird von den Kociewiacy und der ethnischen Volksgruppe Feteracy bewohnt, die früher noch fremd gewesen war. Am Ende des Zweiten Weltkriegs wurden sie durch eine Einwandererbevölkerung ersetzt, die sozial in die indigene Bevölkerung integriert war, heute heißt diese Gruppe Niziniakami.

## Geschichte

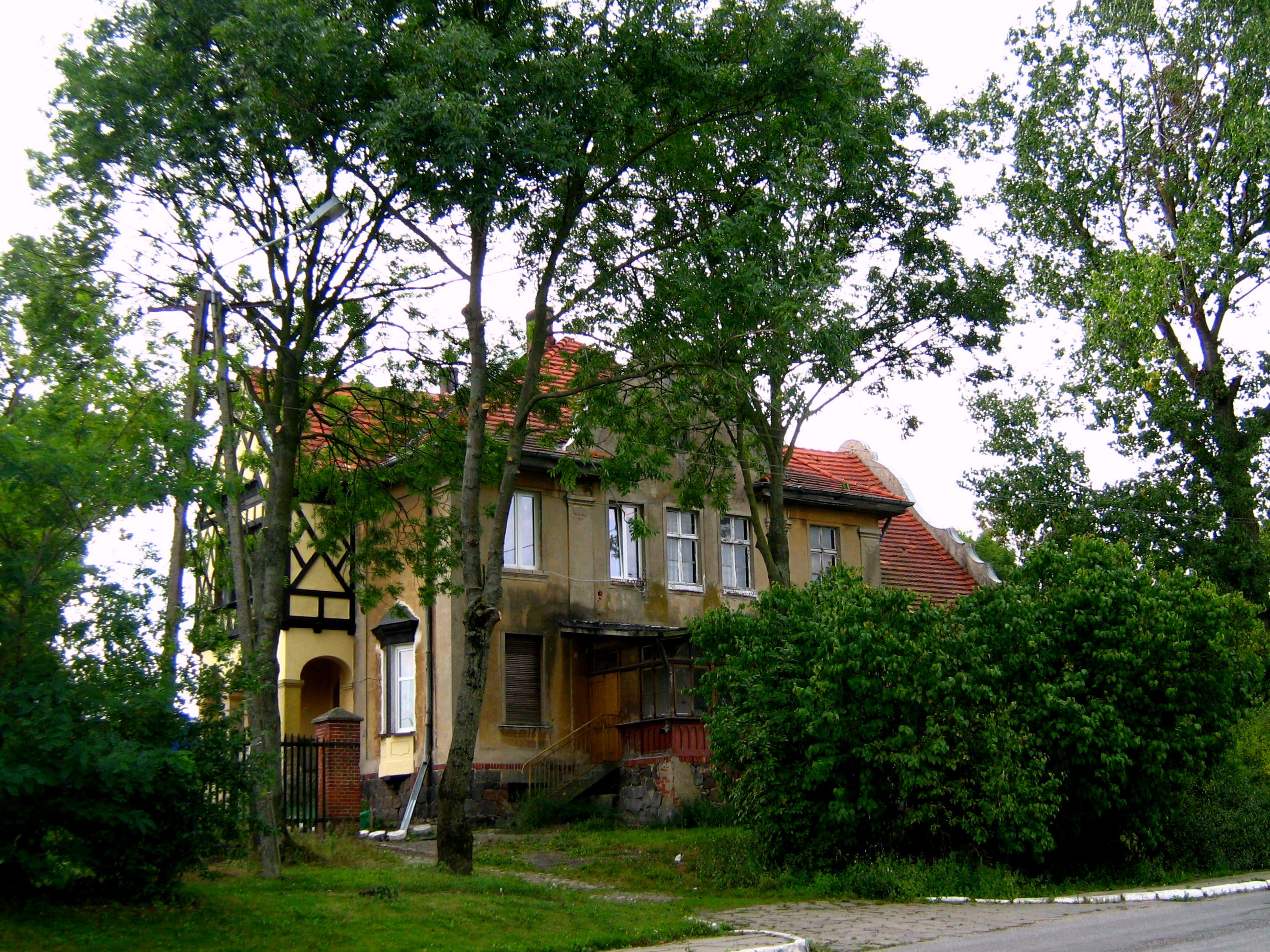
Anwesen der Familie Nau aus der Wilhelminischen Zeit, 2012

Wielki Garc/Groß Gartz war ein königliches Dorf der polnischen Krone, das heute administrativ im Landkreis Tczew in der Woiwodschaft Pommern liegt.
Ein Goldsolidus des Kaisers Leo I. (457–474) wurde im benachbarten Mały Garc (Klein Gartz) bei Pelplin, auf ehemaligem Klostergebiet, um 1855 aufgepflügt.
An der Grenze der Dörfer Wielki und Mały Garc befinden sich die Überreste einer Festung, die hier vom 10. bis 13. Jahrhundert existierte. In diesen Zeitraum datiert man die Anfänge der Siedlung, die später als Garzec, Garzeke, Gardz, Garcz, Gorzek, Garz, Garc, Groß Gartz erwähnt wurde. Die ersten Aufzeichnungen dieses Ortes stammen aus der Zeit der pommerschen Herzöge.
1229 erhielt das Kloster Oliva das Mewer Land als Schenkung von Herzog Sambor II., und in diesem Zusammenhang wurde die Stadt Mewe erstmals erwähnt.
Nach dem Tode des pommerschen Prinzen Wartisław I., um 1229, teilten die Brüder dessen Land unter sich auf. Sambors Herrschaftsgebiet umfasste die späteren preußischen Kreise Berent, Karthaus, Stargard und Dirschau und den südlichen Teil des Danziger Werders. Noch 1229 vermachten die pommerellischen Herzogsbrüder Swantopolk II. und Sambor II. das Mewer Land, „Terra Wansca“ genannt, zum „Trost und Heil“ der Seele ihres verstorbenen Bruders dem Zisterzienserorden im Kloster Oliva. Die ersten Kastellane wurden alsbald im Mewer Land (Rauden 1229) und in Dirschau (Liebschau 1229) genannt, wobei letzterer seinen Sitz seit 1253 im neu gegründeten Dirschau hatte. Neben Sartowitz, Gruczno, Schlanz und Gerdin, letztere zwei ebenfalls zwischen Dirschau und Mewe, erlangte Groß Gartz Bedeutung als Grenzburg.
1276 forderte Herzog Sambor Mewe von den Zisterziensern zurück und unterstellte es dem zur Komturei Mewe gehörigen Deutschen Orden als Gegenleistung für den bewaffneten Angriff auf seinen Bruder, den pomeranischen Herzog Swantopolk II. in Danzig, und dessen Leute.
1309 gelangte Pommerellen in den Besitz des Deutschen Ordens und somit zum Deutschordensstaat Preußen, der das Gebiet 1466 als Königliches Preußen an die Krone Polens abtreten musste. Von der Reformation blieb dieser Teil Pommerellens weitgehend unbeeinflusst, lediglich einige Mennoniten siedelten ab dem 17. Jahrhundert in der Gegend, sie verließen aber Westpreußen zwischen 1772 und 1870 wieder.
1330 wurden Wielki Garc und Mały Garc voneinander getrennt.
Im Zweiten Frieden von Thorn 1466 verzichtete der Orden, wie auf Pommerellen überhaupt, so auch auf Mewe, welches seitdem der Sitz eines polnischen Starosten wurde.

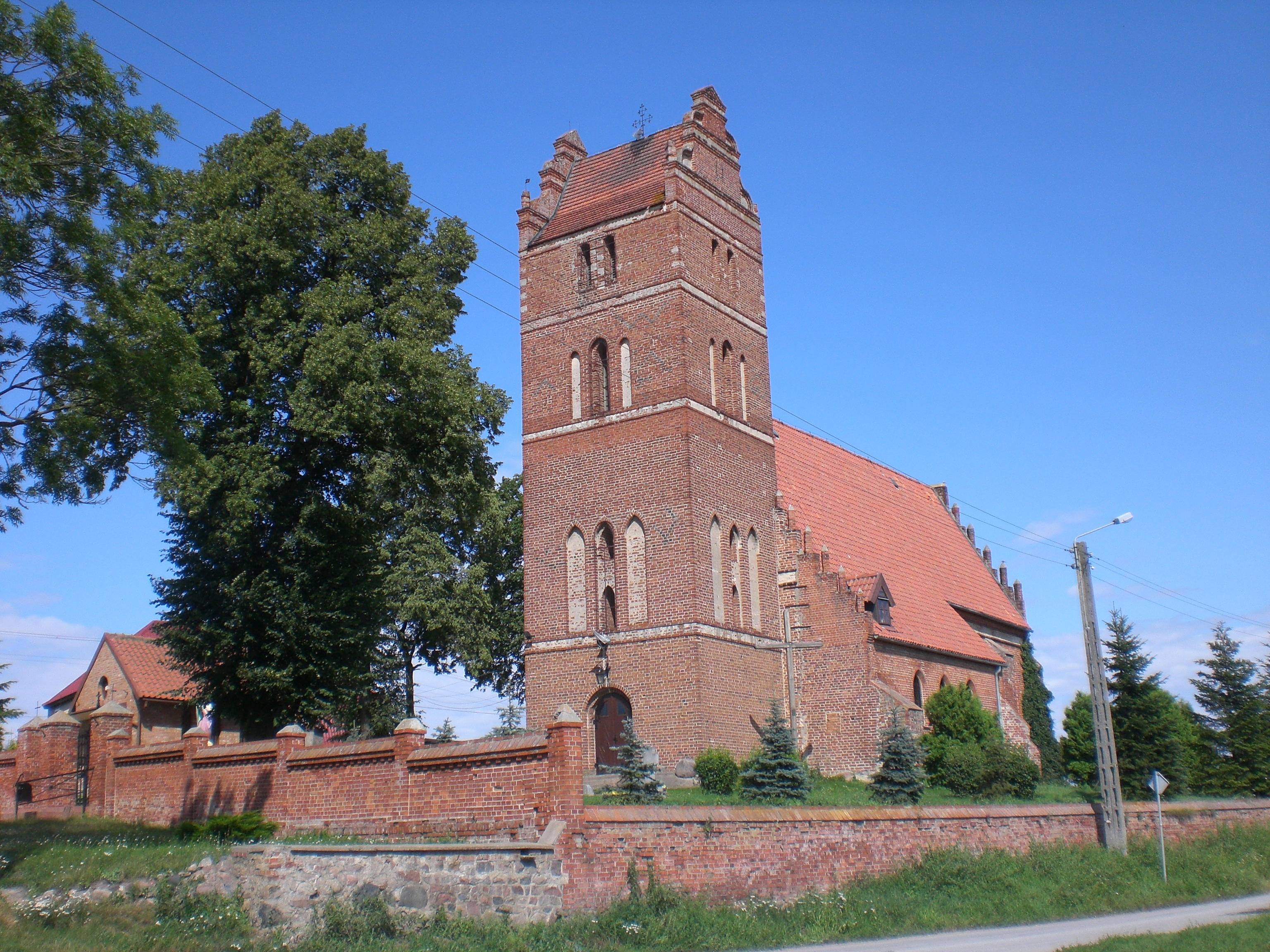
Gotische Mariä-Empfängnis-Kirche aus dem 16. Jahrhundert, Blick von Süden (2009). Im Kirchturm befinden sich zwei Glocken aus den Jahren 1782 und 1974 und ein altes Uhrwerk.

1659 erfolgte in Wielki Garc und im Umland die Stationierung schwedischer Truppen und damit verbunden die Zerstörung des ländlichen Raums.
1772 kam Wielki Garc vom Königlichen Preußen zum Königreich Preußen.
Am 7. Mai 1874 erfolgte die Bildung des Amtsbezirks Adlig Liebenau aus den Landgemeinden Adlig Liebenau, Adlig Gremblin, Adlig Rauden, Groß Gartz und Sprauden. Er wurde zunächst verwaltet vom Amtsvorsteher Gutsbesitzer Deichhauptmann Adolph Ziehm in Liebenau für 6 Jahre.
1896 wurde eine Schmalspurbahn nach Gręblin gebaut, die den Ort mit der Zuckerfabrik in Pelplin verband. Von hier aus führte die Linie weiter nach Wielki Garc und Międzyłęż (Mösland).
1905 hatte Wielki Garc 351 Einwohner.
Am 10. Januar 1920, nach dem Ersten Weltkrieg, wurde der Amtsbezirk Adlig Liebenau und damit auch die Landgemeinde Groß Gartz als Teil des so genannten Polnischen Korridors an Polen abgetreten. Der spätere Ortsname Wielki Garc tauchte erstmals 1925 auf.
In den Jahren 1975 bis 1998 gehörte Wielki Garc zur Woiwodschaft Danzig. Im Jahr 2011 zählte der Ort 325 Einwohner. Mały Garc hat 216 Einwohner.

## Persönlichkeiten
- Josef de Mathy, aus Danzig, seit 1736 Pfarrer von Groß Gartz
- Eduard Rohrbeck, Grundbesitzer zu Groß Gartz (1876)
- Alois Wanta (1908–1944), Steyler Missionar und Märtyrer